# Gerry Philbin
(en) Statistiques sur pro-football-reference
Gerald John Philbin, né le 31 juillet 1941 à Pawtucket (Rhode Island) et mort le 25 juin 2025 à Delray Beach (Floride),, est un joueur américain de football américain.

## Biographie

### Enfance
Gerry Philbin étudie à la William E. Tolman High School de Pawtucket avant d'entrer à l'université de Buffalo.

### Carrière
De 1961 à 1963, Gerry Philbin joue dans l'équipe de football américain des Bulls et est sélectionné au troisième tour de la draft 1964 de la NFL par les Lions de Détroit au dix-neuvième choix et à celle de l'American Football League par les Jets de New York, au troisième tour sur la trente-troisième sélection. Philbin considère qu'il est plus respecté par New York que par Détroit et choisit de signer avec les Jets alors qu'il était un grand fan des Giants de New York dans sa jeunesse. 
Gerry Philbin est testé aux postes de linebacker et d'offensive guard avant d'être placé comme defensive end dans la rotation. Le joueur s'impose tout de suite comme un titulaire en puissance et est nommé dans les équipes des saisons 1968 et 1969 en AFL sans oublier le trophée du Super Bowl III obtenu face aux Colts de Baltimore. Après l'arrêt de l'AFL, rejoignant la NFL, il est nommé dans l'équipe de l'histoire de la fédération et continue son parcours avec les Jets. 
En 1973, le défenseur est placé dans un échange avec les Chiefs de Kansas City contre Mike Adamle et un choix au huitième tour de la draft 1974. Cependant, il ne reste que trois mois avec cette franchise avant d'être échangé aux Eagles de Philadelphie avec un choix de draft contre Leroy Keyes et Ernie Calloway.
Avec Philadelphie, Gerry Philbin dispute treize matchs dont six comme titulaire avant de se retirer,. L'année suivante, il accepte de jouer avec les Stars de New York, renommés ensuite les Hornets de Charlotte, en World Football League. 
En 2011, Gerry Philbin est introduit dans le cercle d'honneur des Jets de New York.